# Hays (Teksas)
Hays – miasto w Stanach Zjednoczonych, w stanie Teksas, w hrabstwie Hays.